# The Night of the Iguana
The Night of the Iguana (Brasil: A Noite do Iguana / Portugal: A Noite de Iguana) é um filme norte-americano de 1964 dirigido por John Huston, baseado em peça de Tennessee Williams.
No Brasil, o DVD foi comercializado como Noite do Iguana.

## Sinopse
Pregador trabalha como guia de turismo e conduz um grupo de mulheres por monumentos religiosos do México. Faz amizade com a líder, uma lésbica que tem ciúme do interesse de uma adolescente pelo reverendo.

## Localizações das filmagens
Até a realização desse filme, Puerto Vallarta era um desconhecido vilarejo que não aparecia nos mapas. O rumoroso caso de Richard Burton com Elizabeth Taylor, que ia visitá-lo no set, chegava aos jornais do mundo todo. Hoje a cidade tem resorts luxuosos e é destino de milhares de turistas o ano todo.

## Elenco principal
- Richard Burton ... Rev. Lawrence Shannon
- Ava Gardner ... Maxine Faulk
- Deborah Kerr ... Hannah Jelkes
- Sue Lyon ... Charlotte Goodall
- Skip Ward ... Hank Prosner
- Grayson Hall ... Judith Fellowes
- Cyril Delevanti ... Nonno
- Mary Boylan ... srta. Peebles

## Prêmios e indicações
- Oscar 1965

Vencedor na categoria melhor figurino (Dorothy Jeakins)
Indicado nas categorias:
-Atriz coadjuvante (Grayson Hall)
-Direção de arte (Stephen B. Grimes)
-Melhor fotografia (Gabriel Figueroa)
- BAFTA

Indicado na categoria melhor atriz estrangeira (Ava Gardner)
- Globo de Ouro

Indicado nas categorias:
- Melhor filme
- Melhor atriz dramática (Ava Gardner)
- Melhor diretor (John Huston)
- Melhor ator coadjuvante (Cyril Delevanti)
- Melhor atriz coadjuvante (Grayson Hall)